# 측도 수렴 함수열
측도론에서, 측도 수렴 함수열(測度收斂函數列, 영어: convergent sequence of functions in measure)은 극한과의 오차가 큰 부분이 점차 사라지는 가측 함수의 열이다.

## 정의
다음이 주어졌다고 하자.
- 측도 공간 {\displaystyle (X,\Sigma ,\mu )}
- (보렐 시그마 대수를 갖춘) 분해 가능 거리 공간 {\displaystyle (Y,d_{Y})}

가측 함수의 열 {\displaystyle (f_{i}\colon X\to Y)_{i\in \mathbb {N} }} 및 가측 함수 {\displaystyle f\colon X\to Y}가 다음 조건을 만족시키면, {\displaystyle (f_{i})_{i\in \mathbb {N} }}이 {\displaystyle f}로 측도 수렴한다고 한다.
- 임의의 {\displaystyle \epsilon >0}에 대하여, {\displaystyle \lim _{i\to \infty }\mu (\{x\in X\colon d_{Y}(f_{i},f)>\epsilon \})=0}

가측 함수의 열 {\displaystyle (f_{i}\colon X\to Y)_{i\in \mathbb {N} }}이 다음 조건을 만족시키면, 측도 코시 열(測度-列, 영어: Cauchy sequence in measure)이라고 한다.
- 임의의 {\displaystyle \epsilon >0}에 대하여, {\displaystyle \lim _{n\to \infty }\sup _{i,j\geq n}\mu (\{x\in X\colon d_{Y}(f_{i},f_{j})>\epsilon \})=0}

만약 {\displaystyle \mu }가 확률 측도일 경우, 확률 수렴(確率收斂, 영어: convergence in probability)과 확률 코시 열(確率-列, 영어: Cauchy sequence in probability)이라는 용어를 대신 사용하기도 한다.

## 성질
만약 {\displaystyle (f_{i}\colon X\to Y)_{i\in \mathbb {N} }}이 {\displaystyle f}와 {\displaystyle g}로 측도 수렴한다면, 거의 어디서나 {\displaystyle f=g}이다.

### 함의 관계
모든 측도 수렴 함수열은 항상 거의 어디서나 수렴 부분 함수열을 갖는다. 만약 {\displaystyle X}가 가산 집합일 경우, 모든 측도 수렴 함수열은 거의 어디서나 수렴한다.
만약 {\displaystyle \mu (X)<\infty }일 경우, 다음 두 조건이 서로 동치이다.
- {\displaystyle (f_{i})_{i\in \mathbb {N} }}는 {\displaystyle f}로 측도 수렴한다.
- 임의의 부분열 {\displaystyle (f_{i(j)})_{j\in \mathbb {N} }}에 대하여, {\displaystyle f}로 거의 어디서나 수렴하는 부분열 {\displaystyle (f_{i(j(k))})_{k\in \mathbb {N} }}이 존재한다.

(특히, {\displaystyle \mu (X)<\infty }일 경우 모든 거의 어디서나 수렴 함수열은 측도 수렴한다.)
모든 측도 수렴 함수열은 측도 코시 열이다. 만약 {\displaystyle \mu (X)<\infty }이며, {\displaystyle Y}가 분해 가능 완비 거리 공간일 경우, 모든 측도 코시 열은 측도 수렴한다.
확률 측도 공간 {\displaystyle (X,\Sigma ,\mu )}이 주어졌다고 하자. 또한, 실수 값 가측 함수 {\displaystyle X\to \mathbb {R} }에 대하여 측도 수렴과 거의 어디서나 수렴이 동치라고 하자. 그렇다면 {\displaystyle \mu }는 원자적 측도다.:165, Exercise 2.12.71

## 예

### 측도 수렴하지 않는 거의 어디서나 수렴 함수열
보렐 시그마 대수와 르베그 측도를 갖춘 실수선 {\displaystyle (\mathbb {R} ,{\mathcal {B}}(\mathbb {R} ),\mu _{\operatorname {L} })} 위에 다음과 같은 함수열을 정의하자.
{\displaystyle f_{i}\colon \mathbb {R} \to \mathbb {R} }
{\displaystyle f_{i}\colon x\mapsto {\begin{cases}1&x\in [n,\infty )\\0&x\not \in [n,\infty )\end{cases}}}
그렇다면 {\displaystyle (f_{i})_{i\in \mathbb {N} }}은 0으로 점별 수렴하며, 특히 거의 어디서나 수렴하지만, 측도 수렴하지 않는다.

### 거의 어디서나 수렴하지 않는 측도 수렴 함수열
실수 구간 {\displaystyle ([0,1],{\mathcal {B}}([0,1]),\mu _{\operatorname {L} })} 위에 다음과 같은 함수열을 정의하자.
{\displaystyle f_{i}\colon [0,1]\to \mathbb {R} }
{\displaystyle f_{i}\colon x\mapsto {\begin{cases}1&i=(1+2+\cdots +n)+j,\;0\leq j\leq n,\;x\in [j/(n+1),(j+1)/(n+1)]\\0&i=(1+2+\cdots +n)+j,\;0\leq j\leq n,\;x\not \in [j/(n+1),(j+1)/(n+1)]\end{cases}}}
그렇다면 {\displaystyle (f_{i})_{i\in \mathbb {N} }}은 0으로 측도 수렴하지만, 모든 곳에서 발산하며, 특히 거의 어디서나 수렴하지 않는다.

## 참고 문헌
1. ↑  Bogachev, Vladimir I. (2007). 《Measure theory. Volume I》 (영어). Berlin, Heidelberg: Springer. doi:10.1007/978-3-540-34514-5. ISBN 978-3-540-34513-8. LCCN 2006933997.

- Klenke, Achim (2020). 《Probability Theory. A Comprehensive Course》. Universitext (영어) 3판. Cham: Springer. doi:10.1007/978-3-030-56402-5. ISBN 978-3-030-56401-8. ISSN 0172-5939.